# Станко Враз
Станко Враз (словен. Stanko Vraz, справжнє ім'я — Якоб Фрасс; 30 червня 1810, Церован — 24 травня 1851, Загреб) — словенський та хорватський поет, літературний критик, діяч ілліризму.
Народився у селянській родині. Закінчив Грацький університет. Спільно з Л.Вукотіновічем і Д.Раковацем у 1842—1850 видавав журнал «Коло» («Kolo»). Був поборником ідеї національного відродження, необхідності національно-самобутнього розвитку літератури.
У збірках «Червоні яблука» (1840), «Голоси із Жеравинської діброви» (1841), «Гуслі і тамбура» (1845) — інтимна та громадянська лірика, політична сатира, переклади творів західно-європейських поетів. Видав збірку словенських народних пісень «Іллірійські народні пісні» (1839).